# Pisanica
Pisanica je bojom ukrašeno jaje. Običaj bojanja pisanica odvija se u vrijeme Uskrsa. Riječ je nastala od glagola pisati, koji dolazi od praslavenskog *pьsati što znači pisati, a od zajedničkog praindoeuropskog korijena *peyk'- = crtati, bojati, šarati; pisanice = šarenice. Pisanice su simbol novoga života i Isusovog uskrsnuća. Tradicija je preuzeta iz poganskih naroda. U prošlosti, jaja su se bojala prirodnim bojama, a ta je tradicija i danas živa, uz to što se danas jaja bojaju i umjetnim jestivim bojama. Boje i motivi pisanica imaju simboličko značenje. U raznim dijelovima svijeta postoji tradicija pisanica, a najviše na istoku Europe. Najveća pisanica na svijetu nalazi se u Kanadi, a među najpoznatijima su Fabergé jaja, remek-djelo ruskoga zlatarstva. U Hrvatskoj pisanice su duboko ukorijenjene u tradiciju. Pisanice su osim simbola života bile i tradicionalan dar, a često su ih međusobno darivali zaljubljeni s ljubavnim motivima (srca, dva goluba) ili porukama (ovo se jaje za poljubac daje - Međimurje), kako ljubavnim, tako religioznim i čestitkama. Djevojke bi u Podravini svoje dobivene pisanice ponosno stavljale na prozore, a u Dubrovniku bi mlade zaručniku darovale tucet jaja, a budućoj svekrvi ispekle bi pletenicu od tijesta. 

## Povijest
Jaje je od davnina simbol novoga života. Obojana jaja pronađena su i u pretpovijesnim grobovima. Vjernici zoroastrizma, prve monoteističke religije, bojali su pisanice na Novruz, iransku Novu godinu, na prve dane proljeća. Ta tradicija među iranskim narodima traje oko 2500 godina. Skulpture na zidinima Perzepolisa, pokazuju kako narod nosi pisanice kralju. Stari Egipćani vjerovali su, da je život nastao iz jajeta. Imali su običaj darivanja pisanica u proljeće kao simbol probuđenoga života.
Židovi imaju svečanost seder na početku blagdana Pashe (krajem ožujka ili u travnju), prilikom koje je posluženo i tvrdo kuhano jaje u slanoj vodi kao simbol.
Sv. Augustin u 5. stoljeću spominje jaje i izlazak pileta iz ljuske kao simbole novoga života, Isusova uskrsnuća i izlaska iz groba. Papa Grgur I. Veliki u 6. stoljeću preporučio je misionarima, da se pojedini folklorni elementi starih religijskih poganskih svečanosti uklope u kršćanske svetkovine u slučajevima kada je to bilo moguće.  Na taj su način pogani lakše prihvaćali kršćanstvo. Kršćansko svetkovanje Uskrsa poklapalo se vremenski s poganskim blagdanom Eostre u germanskim narodima. Jaje i zec uzeti su kao simboli iz blagdana Eostre i postali su dio kršćanske proslave Uskrsa. Glinena jaja nađena su u germanskim, avarskim, skandinavskim i praslavenskim grobovima, prije dolaska Slavena u ove krajeve i prije pojave kršćanstva. 
Postoji povijesni dokument o darivanju pisanica na dvoru engleskog kralja Edvarda I. 1290. godine.
U SAD-u postoji tradicija utrke i rolanja pisanica na livadi ispred Bijele kuće u Washingtonu na Uskrsni ponedjeljak počevši od 1878. godine pod pokroviteljstvom američkoga predsjednika. 
U kanadskom gradu Vegrevilleu, ukrajinska manjina postavila je u gradskome parku najveću pisanicu na svijetu 1975. godine u sklopu obilježavanja 100. obljetnice kanadske policije.

## Bojanje pisanica
Jaje je vrlo prikladan predmet za bojanje, zbog svoga obloga oblika i dovoljno čvrste ljuske. Za bojanje se mogu uzeti jaja bilo koje ptice, najčešće su kokošja jaja. U prošlosti su se jaja bojala na prirodne načine, a ta je tradicija i danas živa, uz to što se danas jaja bojaju i umjetnim jestivim bojama. Prije bojanja, jaje se može i ispuhati; kroz probušenu rupicu iscure bjelanjak i žumanjak pa ostane samo ljuska jajeta. Tako jaje ima duži vijek trajanja. 
Najčešće prirodno bojanje jaja je pomoću ljuske crvenog luka, a rjeđe od cikle, korijena broča ili crvenog radiča da bi se dobila crvena boja. U Slavoniji su često kombinacije biljnih ornamenata i geometrijskih ukrasnih likova. U Dalmaciji se kao simboli mogu naći srce, rozeta ili nešto slično.
Posebna je tehnika ukrašavanja pisanica, osim šaranja voskom i ukrašavanja biljkama, bilo i ukrašavanje slamom. Jaja bi se omatala slamkama, da se dobiju razni oblici ili bi se pak slamke razrezale i lijepile na jaja tvoreći raznolike ukrase i šare.
U današnje vrijeme, industrijski se proizvode pisanice od drveta, metala, plastike, kao i jestive od čokolade. U SAD-u se proizvode i jaja, koja kada se pritisnu ispuštaju piskutav zvuk ili melodiju.

## Simbolika pisanica

### Simbolika boja
Boje na pisanicama imaju bogato simboličko značenje [nedostaje izvor]. Pisanice mogu biti jednobojne, dvobojne ili višebojne. Nekada se vjerovalo, da višebojna jaja imaju posebnu snagu. 
- Crvena boja na pisanicama predstavlja duhovnu budnost, djelotvornost, milosrđe, radost života i ljubavi. Kršćanski je simbol Kristove muke, Božje ljubavi, nade, energičnosti i služenja Crkve.
- Bijela boja simbolizira čistoću, svjetlost, rođenje, djevičanstvo i radost.
- Žuta boja pisanica označava svjetlost, žetvu, mladost, čistoću. Kršćanski je simbol nagrade i priznanja.
- Zlatna boja simbolizira duhovnost i mudrost.
- Crna boja predstavlja vječnost, smrt, strah i neznanje.
- Plava boja simbolizira istinu, nebo, dobro zdravlje i vjernost.
- Zelena boja označava plodnost, zdravlje, nadu, svježinu i bogatstvo. Kršćanski je simbol pobjede života nad smrću, nade i blagostanja.

- Ružičasta boja simbolizira uspjeh i zadovoljstvo.
- Smeđa boja pisanica predstavlja velikodušnost, žetvu i tlo.
- Ljubičasta boja simbolizira vjeru, povjerenje, strpljivost i post.
- Narančasta boja označava izdržljivost, snagu, ambicioznost.

Kombinacija boja na pisanici također ima simboličko značenje:
- Bijela i crna boja na pisanici simboliziraju žalost, poštovanje pokojnih.
- Crvena i crna boja zajedno predstavljaju neukost koja proizlazi iz strasti.
- Crvena i bijela boja označuju poštovanje.
- Četiri i više boja na jednoj pisanici simbolizira obiteljsku sreću, mir i ljubav.

### Simbolika motiva
Na pisanicama mogu se naći različiti motivi, ornamenti i uzorci. 
Geometrijski ornamenti poput crta, kvadrata i trokuta čest su ukras pisanica. 
- Trokut ima vrlo bogato simboliku pa može na pisanicama predstavljati Presveto Trojstvo, tri elementa: zrak, vodu i vatru, muškarca, ženu i dijete kao cjelinu itd.
- Točke predstavljaju suze Blažene Djevice Marije i zvijezde.
- Spirala simbolizira vječnost, besmrtnost, misterij života i smrti.

Biljni motivi često se mogu naći na pisanicama. Obično su stilizirani. 
- Cvijeće simbolizira ljepotu, eleganciju i mudrost.
- Voće simbolizira prijateljstvo, snažnu, odanu ljubav i Božju ljubav.
- Klas pšenice predstavlja blagostanje.
- Hrastova grančica, list i žir simboliziraju snagu, dugovječnost, muževnost.

Životinjski motivi rijetko se pojavljuju. Obično simboliziraju snagu i zdravlje te dug i plodan život.
Među ostalim motivima: srce simbolizira ljubav, sunce predstavlja snagu, sidro nadu, valovi označuju bogatstvo, ljestve simboliziraju sreću, a košara majčinstvo.

### Kršćanska simbolika
Jaje unutar ljuske sadrži novi život, koji se rađa probijanjem ljuske. Kao takvo, jaje je simbol novoga života te Isusova napuštanja groba i uskrsnuća. Crvena boja pisanica simbolizira Isusovu Krv, čijim je prolijevanjem dao žrtvu za otkupljenje ljudskoga roda. I znakovi na pisanicama imaju svoje simbolično značenje: krug oko jajeta predstavlja vječnost, točkice su Marijine suze, dok je trokut simbol Presvetog Trojstva.
Kod pravoslavnih vjernika, pisanica je spomen na Isusovo uskrsnuće. Njena čvrsta ljuska simbolizira zapečaćeni grob, u kojem je bilo Isusovo tijelo. Probijanje ljuske je simbol Isusova uskrsnuća. 
Na Vazmeno bdijenje, katolici i pravoslavni vjernici nose košare pune pisanica, te hranu koju će blagovati na Uskrs, da ih blagoslovi svećenik. Postoji legenda među pravoslavnim vjernicima, da je Marija Magdalena ponijela kuhana jaja na Isusov grob, da ih podijeli s drugim ženama. Kada je susrela Isusa, prema legendi jaja su poprimila sjajnu crvenu boju.
Na pisanicama mogu se naći kršćanski motivi: križ, stilizirane Marijine suze, trokut s okom u sredini kao simbol Boga, citati iz Biblije, riba kao simbol prvih kršćana i dr.

## Običaji i tradicije

### Hrvatska
Bojanje pisanica duboko je ukorijenjeno u hrvatskoj tradiciji. Glinena jaja pronađena su u grobovima starih naroda na našem prostoru, prije dolaska Hrvata. Za bojanje pisanica, koristile su se prirodne boje, najčešće crvena dobivena kuhanjem ljuski crvenoga luka. Crne pisanice karakteristične su za Međimurje. Boja se dobila od bobica bazge ili čađe. Motivi na pisanicama radili su se struganjem iglama, skalpelima ili nožićima. Koristio se i vosak, tako da se na vrh pera ili tankoga drvenoga štapića stavila kuglica voska, koji se rastalio na plamenu svijeće. Kada se završilo crtanje voskom, jaje se stavilo u boju i kuhalo. Na kraju se premazalo komadićem slanine radi sjaja. 
Motivi na pisanicama bili su:
- biljni: cvijeće, klas pšenice, djetelina, vinova loza;
- životinjski: ptice, leptiri, zečevi;
- kršćanski: križ, citati iz Biblije;
- hrvatski: pleter, hrvatski grb, stihovi iz rodoljubnih pjesama.

Pisanice su darivali zaljubljeni s ljubavnim motivima (srca, dva goluba) ili porukama (ovo se jaje za poljubac daje - Međimurje), kako ljubavnim, tako religioznim i čestitkama. Djevojke bi u Podravini svoje dobivene pisanice ponosno stavljale na prozore, a u Dubrovniku bi mlade zaručniku darovale tucet jaja, a budućoj svekrvi ispekle bi pletenicu od tijesta. U okolici Đurđevca na pisanicu se pisala čestitka s dobrim željama. U bogato ukrašenim košarama hrana se nosila u crkvu na blagoslov na Vazmeno bdijenje. Pisanice su se darivale susjedima i rođacima. Bio je i običaj tucanja jaja. Pobjednik je onaj čije jaje ostane neoštećeno. Djeca su se igrala gađanja jaja novčićem.
Od 2008. godine pisanica u Hrvatskoj ima status nematerijalnoga dobra. Turistička zajednica Koprivničko-križevačke županije je 2009. godine pokrenula projekt izrade velikih uskrsnih jaja oslikanih u maniri naive u suradnji sa slikarima naivcima članovima Udruge hlebinskih slikara i kipara, Udruge "Molvarski likovni krug" i Likovne sekcije "Podravka 72". U suradnji s Hrvatskom turističkom zajednicom velika uskrsna jaja, krasila su trgove gradova i mjesta u Hrvatskoj i u inozemstvu, kao što su: Madrid, New York, Budimpešta, Bratislava, Klagenfurt, Zagreb, Varaždin, Koprivnica, Bjelovar, Đurđevac, Križevci, Molve i dr.
Gudovačka pisanica pronađena je na Gudovačkoj Gradini. Ona je dosad najstariji nalaz takve vrste s područja Hrvatske iz 15. stoljeća. Pisanica je pronađena u fragmentima (njih ukupno 146). Restauracijom i konzervacijom u Hrvatskom restauratorskom zavodu iznijeti su zaključci kako je jaje kokošjeg podrijetla, ukrašeno srcolikim motivima na čokoladno smeđoj podlozi.

### Svijet
- U Ukrajini ukrašavanje pisanica ima jako dugu tradiciju, koja seže gotovo u antička vremena. Pisanice bojaju najčešće žene. Obično se koristi dekorativna tehnika batik uz pomoć voska te druge tehnike: kuhana jaja uranjaju se u prirodne boje, na jaja se stavljaju listići biljaka, preko njih se omota tkanina te se urone u boju. Gotovo svaki dio Ukrajine ima svoj način bojanja uskrsnih jaja. Boje i stilovi imaju simboličko značenje. Velike obitelji načine i po 60 pisanica. Nose se u Uskrs u crkvu, da ih posveti svećenik. Nakon toga, jedna ili dvije poklone se svećeniku, deset do petnaest poklone se djeci i unucima. Neudane djevojke poklanjaju uskrsna jaja mladićima, prema kojima gaje simpatije. Nekoliko jaja se stavi uz domaće životinje sa željom, da imaju zdravo i brojno potomstvo.

- U Poljskoj je bojanje pisanica sastavni dio Uskrsa. Najstarija sačuvana pisanica potječe iz 10. stoljeća, a vjeruje se da je običaj počeo i ranije. U prošlosti, samo su žene bojale jaja. Muškarci nisu smjeli ući u kuću tijekom procesa, jer se vjerovalo da bi to donijelo nesreću. Do 12. stoljeća, Crkva je zabranjivala konzumaciju jaja za vrijeme Uskrsa. Time se željela distancirati od poganskih običaja prema kojima su jaja simbol kulta mrtvih i ponovnog rođenja. Kasnije je zabrana ukinuta, s time da je bila obavezna posebna molitva prije jedenja jaja. Danas, članovi obitelji prije svečanoga uskrsnoga doručka jedni drugima daruju pisanice. A dan prije na Veliku subotu pridaje se velika pažnja blagoslovu hrane u crkvi. Košare se posebno ukrašaju. U manjim mjestima, svećenik dolazi blagosloviti hranu u kuće vjernika, a u gradovima hrana se blagoslivlja u crkvama.

- U Sloveniji jaja se tvrdo kuhaju i bojaju prirodnim bojama. Najčešća je crvena boja dobivena od ljuski crvenog luka. Crvene pisanice simbol su prolivene Isusove Krvi. U pokrajini Bela Krajina postoji posebna tradicija bojanja pisanica. Najčešće su crveno-crne boje ukrašene ornamentima i vunom. Pisanice su bojale djevojke. Najljepše su poklanjale voljenom mladiću i tako mu iskazivale ljubav. U Vrhniki postoji posebna tehnika izrade pisanica. Na ljusci jajeta probuši se nekoliko tisuća sitnih točkica promjera manjeg od pola milimetra.[10] Za jedno takvo jaje potrebno je oko tjedan dana.

- U SAD-u tradicija je lov na pisanice - roditelji ili rodbina skriju pisanice u kući ili dvorištu/vrtu, a potom ih djeca traže. Naime, djeca vjeruju da ih je preko noći skrio uskrsni zec zajedno s drugim slasticama ili darovima u uskrsnoj košari. Brojne obitelji odlaze na nedjeljnu uskrsnu misu ujutro, a održavaju se i uskrsne parade. Također postoji tradicionalno kotrljanje jaja na Uskrsni ponedjeljak u vrtu Bijele kuće. Tradicija postoji od 1878. godine. Djeca velikim žlicama guraju jaja unutar označenih staza do cilja. Događaju prisustvuje američki predsjednik u pratnji supruge i gostiju.

- U Belgiji su slične tradicije kao u Americi, ali se i govori da uskrsna jaja donose zvona iz Rima. Naime, priča govori da zvona sa svake crkve na tihu subotu ("stille Zaterdag") ne zvone jer su otišla u Rim.

- U Njemačkoj je nastala tradicija plesa s jajima. Na pod se stave jaja i cilj je plesati između njih, a da se ne oštete.[11] Tradicija postoji i u nekim drugim zemljama, tako se u Engleskoj zove "hop-egg".

- U Rusiji pisanice su tradicionalni suveniri. Vjernici ukrašavaju kuće i blagdanske stolove s pisanicama, koje simboliziraju početak života. Koriste se razne tehnike ukrašavanja pisanica. Ponos Rusije su pisanice zlatarske kuće Fabergé. Prvo takvo jaje izradio je Petar Karl Fabergé.

- U Engleskoj na Sveučilištu u Oxfordu studentima se daruju pisanice na Veliku subotu, koja se tamo zove i Festum Ovorum ili eng. "Egg Saturday".

- U Meksiku postoji običaj izrade jaja ispunjenih konfetima, koja se zovu "cascarones". Jaje se ispuha od bjelanjka i žumanjka pa ostane samo ljuska. Polovica se ljuske jajeta zdrobi, a polovica ostane i poboja se, te se u nju stave šareni konfeti, raznobojni sitni papirići i sl. Običaj se proširio i na sjeverozapad SAD-a.

## Jaje kao hrana za Uskrs
Prije Uskrsa je razdoblje korizme, koje traje 40 dana. Nekada vjernici nisu jeli jaja u korizmi, a taj običaj postoji i danas kod istočnih kršćana. Nastojalo se potrošiti sva jaja u domaćinstvu prije početka korizme, pogotovo dan prije na fašnik. Budući, da kokoši nesu jaja i u korizmi, do Uskrsa se nakupila poveća količina jaja. Stoga su u mnogim narodima česta jela s jajima u uskrsno vrijeme. Španjolci za Uskrs pripremaju jelo "hornazo" s kuhanim jajima, a Mađari jaja s krumpirom. U Dalmaciji, Hrvatskom primorju i Istri za Uskrs se priprema tradicionalni kolač pinca, premaže se žumanjcima, a sredinu nakon pečenja za ukras stavi se pisanica. Mnoga druga jela za Uskrs također se pripremaju od jaja.

## Zbirke pisanica
Ruska zlatarska kuća Fabergé izradila je niz velikih uskrsnih Fabergéovih jaja za ruske careve Aleksandra III. i Nikolu II. i za obitelj Kelch te za još nekoliko naručitelja. Priča je počela, kada je ruski car Aleksandar III. poklonio uskrsno jaje svojoj supruzi Mariji Fedorovnoj. To prvo Fabergé jaje sačuvano je do danas. Carica je bila oduševljena, pa je svake godine proizvedeno bar jedno novo. Od ukupno 65 pisanica, preživjelo je 57, koje se smatraju remek-djelom zlatarske umjetnosti. Izrađene su od plemenitih metala ukrašenih biserima od 1885. do 1917. godine. Svako Fabergé jaje ima svoje ime, npr: labud, paun, ružin pupoljak, carević itd. Čuvaju se u muzejima i zbirkama kolekcionara. Najviše ih se nalazi u zbirci ruskog bogataša Viktora Vekselberga te u moskovskom muzeju na Kremlju.
Jedna od najljepših, najvećih i najvrjednijih zbirki pisanica u Europi nalazi se u zagrebačkome Etnografskom muzeju. Najstarija pisanica je iz Beča, a potječe iz 1847. godine. Dar je biskupa Josipa Jurja Strossmayera.

## Galerija
- Pisanice iz Slunja.
- Velika pisanica u Zagrebu.
- Najveća pisanica na svijetu iz Kanade.
- Čokoladne pisanice
- Pisanica s logom wikipedije.
- Pisanice u košarici.
- Pisanice iz Bjelorusije.

## Poveznice
- Uskrs
- Uskrsnuće Isusa Krista
- Velika uskrsna jaja
- Šarana jaja bojama grada
- Pinca
- Velika Pisanica

## Vanjske poveznice
- Izrada tradicionalne hrvatske pisanice  Arhivirana inačica izvorne stranice od 11. ožujka 2009. (Wayback Machine)
- Tradicija pisanica u Hrvata  Arhivirana inačica izvorne stranice od 22. travnja 2016. (Wayback Machine)
- Uskrsna pisanica, djelo Udruge hlebinskih slikara i kipara
- Uskršnje jaje
- Zašto bojamo uskršnja jaja?  Arhivirana inačica izvorne stranice od 21. srpnja 2011. (Wayback Machine)
- Najveća pisanica u Europi
- Uskrsno jaje kao simbol života  Arhivirana inačica izvorne stranice od 13. ožujka 2010. (Wayback Machine)
- Bojanje pisanica na tradicionalan način  Arhivirana inačica izvorne stranice od 22. siječnja 2012. (Wayback Machine)